# 2000 na literatura

## Eventos
- José Saramago - A Caverna
- 3 de janeiro - Charles Schulz publica a última tira inédita de Snoopy.
- 8 de Julho - É Lançado Harry Potter and the Goblet of Fire o quarto livro da série Harry Potter.
- 19 de Novembro -Umberto Eco lança seu novo Romance "Baudolino".

## Mortes
| Data            | Nome                   | Profissão                        | Nacionalidade         | Observações | Ref |
| --------------- | ---------------------- | -------------------------------- | --------------------- | ----------- | --- |
| 2 de janeiro    | Patrick O'Brian        | escritor                         | Inglaterra            | n. 1914     |     |
| 26 de janeiro   | A. E. van Vogt         | escritor de ficção científica    | Canadá                | n. 1912     |     |
| 12 de fevereiro | Charles Schulz         | cartunista                       | Estados Unidos        | n. 1915     |     |
| 21 de maio      | Barbara Cartland       | escritora                        | Inglaterra            | n. 1901     |     |
| 22 de setembro  | António Lopes Ferreira | poeta e escritor                 | Portugal              | n. 1919     |     |
| 14 de outubro   | Sebastião Alba         | escritor                         | Portugal / Moçambique | n. 1940     |     |
| 30 de outubro   | Steve Allen            | músico, comediante e escritor    | Estados Unidos        | n. 1921     |     |
| 6 de novembro   | L. Sprague de Camp     | escritor                         | Estados Unidos        | n. 1907     |     |
| 10 de dezembro  | Alberto Ferreira       | professor, jornalista e escritor | Portugal              | n. 1920     |     |

## Prémios literários
- Nobel de Literatura - Gao Xingjian.
- Prémio Camões - Autran Dourado[1]
- Prémio Machado de Assis - Antônio Torres
- Prémio Hans Christian Andersen - Ana Maria Machado